# 야타가이 소키
야타가이 소키(일본어: 矢田貝 壮貴, 1998년 6월 11일~)는 일본의 축구 선수이다.

## 구단 경력
그는 2021년 J3리그의 AC 나가노 파르세이루에 입단했고, 3년동안 팀에서 뛰었다. 2024년 J2리그의 블라우블리츠 아키타로 이적했다.